# Kray-Zwillinge

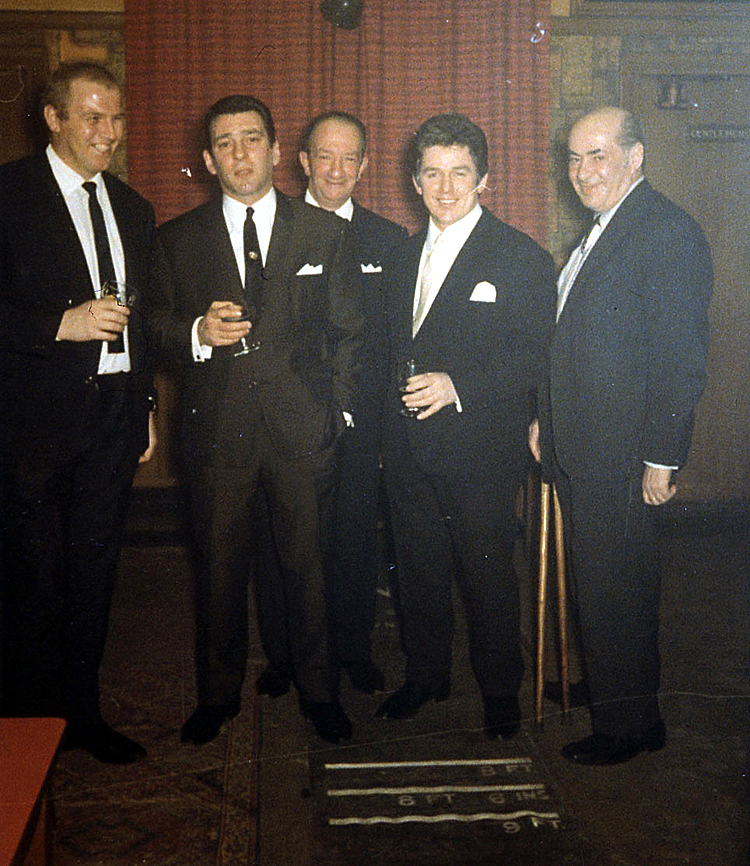
Reginald „Reggie“ Kray (zweiter von links) im Jahr 1968

Die Zwillingsbrüder Reginald „Reggie“ Kray (* 24. Oktober 1933 in Hoxton, London; † 1. Oktober 2000 in Norwich) und Ronald „Ronnie“ Kray (* 24. Oktober 1933 in Hoxton, London; † 17. März 1995 in Crowthorne, Berkshire) waren britische Verbrecher, die in den 1950er und 1960er Jahren die organisierte Kriminalität im Londoner East End beherrschten. Mit ihrer Bande The Firm waren die Krays an bewaffneten Raubüberfällen, Brandstiftung und Schutzgelderpressung beteiligt. Im kriminellen Milieu waren sie gefürchtet, da sie Konkurrenten und Zeugen mit Drohungen einschüchterten oder ermordeten.
Als Nachtclubbesitzer pflegten die Zwillinge gesellschaftliche Kontakte zu Politikern und anderen Prominenten wie Diana Dors, Frank Sinatra und Judy Garland. In den 1960er Jahren erlangten sie selbst eine gewisse Berühmtheit, da der Fotograf David Bailey sie porträtierte und sie im Fernsehen interviewt wurden. Ihr krimineller Hintergrund wurde verharmlost und die polizeilichen Ermittlungen aufgrund ihrer Beziehungen zu einflussreichen Politikern behindert.
Am 9. Mai 1968 verhaftete Scotland Yard die Kray-Zwillinge, die schließlich 1969 wegen Mordes zu lebenslanger Haft verurteilt wurden. Ronnie Kray starb im Jahr 1995 im Broadmoor Hospital, einer geschlossenen Psychiatrie. Reggie Kray wurde im August 2000 schwer erkrankt acht Wochen vor seinem Tod aus der Haft entlassen.

## Frühe Jahre
Ronnie und Reggie Kray kamen mit einem zeitlichen Abstand von zehn Minuten als eineiige Zwillingssöhne des Goldankäufers und Trödlers Charlie Kray (1907–1983) und dessen Frau Violet Lee (1909–1982) zur Welt. Zum engsten Familienkreis gehörten der ältere Bruder Charlie junior (1926–2000) und eine 1929 geborene Schwester namens Violet, die bereits im Kleinkindalter starb. Die Krays waren eine klassische Londoner Arbeiterfamilie sogenannter „Cockneys“:

The Krays were an old-fashioned East End family: self sufficient, very clannish and devoted to each other. Their ancestors had arrived in Britain from Austria, and the twins had Irish, Jewish and Romany (gypsy) blood in their veins.

„Die Krays waren eine altmodische Familie aus dem East End: autark, sehr familienbezogen und einander ergeben. Ihre Vorfahren kamen aus Österreich nach Großbritannien, und die Zwillinge hatten irisches, jüdisches und Roma-(Zigeuner-)Blut in ihren Adern.“

Die beiden Zwillingsbrüder wuchsen wegen der häufigen Abwesenheit des Vaters vorwiegend in der Obhut ihrer Mutter, Großmutter und Tanten auf. Im Alter von drei Jahren überlebten beide eine Diphtherie-Erkrankung, auf die möglicherweise Auffälligkeiten in späteren Lebensjahren zurückzuführen sind. Ronnie wäre 1942 beinahe an einer Kopfverletzung gestorben, die ihm sein Zwillingsbruder im Kampf zugefügt hatte, woraufhin Violet Kray ihren Söhnen das Versprechen abnahm, nie wieder gegeneinander zu kämpfen. Die Zwillingsbrüder galten seither als unzertrennlich, entwickelten jedoch unterschiedliche Charakterzüge. Während sich Reggie Kray gern in Gesellschaft aufhielt, war sein Bruder Ronnie eher ein Einzelgänger. Beide besaßen ein aufbrausendes Temperament, und ihre Wutausbrüche waren gleichsam legendär wie gefürchtet. Bei Ronnie, der auch ein begeisterter Waffensammler war, kamen später eine psychische Erkrankung sowie Drogen- und Alkoholmissbrauch hinzu.
1938 zog die Familie Kray von Hoxton in einen anderen Londoner Stadtbezirk nach Bethnal Green. Beim Ausbruch des Zweiten Weltkriegs entzog sich der Vater der Kray-Zwillinge der Einberufung. Der Großvater mütterlicherseits, Jimmy „Cannonball“ Lee, führte beide Jungen an das Boxen heran. Nach einer Zeit als erfolgreiche Amateurboxer begannen beide im Alter von 19 Jahren mit einer Profikarriere.

### Im Militärdienst
Auf lokaler Ebene waren die Kray-Zwillinge bald für die kriminellen Aktivitäten einer von ihnen angeführten Bande berüchtigt. Mehrere Male konnten sie es knapp vermeiden, inhaftiert zu werden. 1952 wurden sie zum zweijährigen Militärdienst bei den Royal Fusiliers einberufen. Diese zwei Jahre verbrachten sie entweder auf Fahnenflucht oder im Militärgefängnis; so schlugen sie den ausbildenden Sergeant zusammen. Da sie bei der Einberufung im Tower of London fahnenflüchtig wurden, wurden sie dort inhaftiert und zählen somit zu den letzten Gefangenen des Tower. Neun Monate waren sie im Militärgefängnis Cornhill in Shepton Mallet inhaftiert, wo sie durch fortgesetztes aufrührerisches Verhalten auffielen, indem sie etwa ihre Betten in Brand setzten, einen Wärter mit heißem Tee verbrühten oder einen weiteren Wärter mit Handschellen an den Gittern festketteten. 1954 wurden sie unehrenhaft entlassen.

## Kriminelle Karriere

### Die Krays als Nachtclub-Besitzer
Nach ihrer Entlassung aus der Armee kauften die Kray-Zwillinge einen heruntergekommenen Billard-Club in Bethnal Green, von wo aus sie mit Schutzgelderpressungen begannen. Bis Ende der 1950er Jahre waren die Krays an zahlreichen Delikten wie Entführungen, Raubüberfällen und Brandstiftungen beteiligt. Der dadurch erzielte Profit wurde von ihnen in weitere Clubs und Immobilien investiert.
1960 wurde Ronnie Kray, der inzwischen den Spitznamen The Colonel bekommen hatte, für 18 Monate inhaftiert. Während dieser Haft erkannten die Ärzte erstmals bei ihm eine schwere psychische Störung. Sein Bruder Reggie half ihm während eines Besuchs, aus der Haft zu entkommen, indem sie die Rollen tauschten. Während Ronnie sich versteckte, entwickelte er einen Verfolgungswahn, der so schlimm wurde, dass die Familie die Polizei kontaktierte, die ihn wieder verhaftete und ihn in einem Krankenhaus unterbrachte.
In dieser Zeit kam Reggie Kray als Resultat von Schutzgelderpressungen in den Besitz des Nacht- und Spielclubs Esmeralda’s Barn in Knightsbridge, in dem Prominente verkehrten, wodurch die Krays ihren Einfluss vergrößern konnten. Im Laufe der 1960er Jahre wurden die Krays allgemein als wohlhabende und charmante Nachtclub-Besitzer und Teil von Swinging London angesehen. Ihr Ruf beruhte auch auf ihren nicht-kriminellen Aktivitäten und ihren Beziehungen zum Adel, Parlamentsmitgliedern und berühmten Künstlern.

They were the best years of our lives. They called them the swinging sixties. The Beatles and the Rolling Stones were rulers of pop music, Carnaby Street ruled the fashion world […] and me and my brother ruled London. We were fucking untouchable […]

„Das waren die besten Jahre unseres Lebens. Man nannte sie die Swinging Sixties. Die Beatles und die Rolling Stones waren die Herrscher der Popmusik, Carnaby Street beherrschte die Modewelt […] und ich und mein Bruder herrschten über London. Wir waren verdammt nochmal unantastbar […]“

### Freunde und Feinde

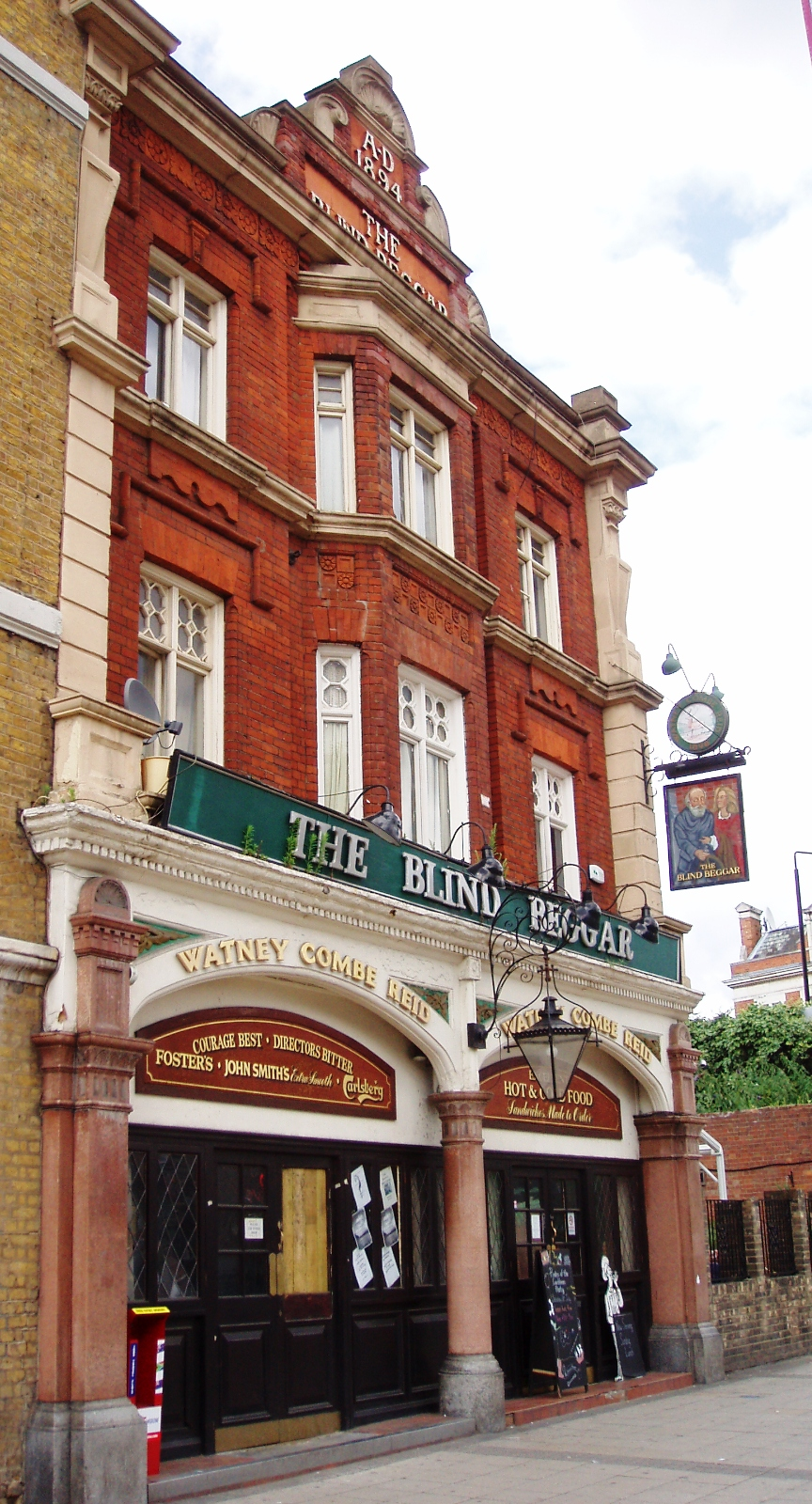
Der Pub The Blind Beggar, in dem Ronnie Kray am 9. März 1966 den Gangster George Cornell erschoss

1964 veröffentlichte die Boulevard-Zeitung Sunday Mirror einen Artikel, in dem von Ermittlungen von Scotland Yard wegen einer damals strafrechtlich illegalen homosexuellen Beziehung zwischen einem Mann der Londoner Unterwelt und einem konservativen Parlamentsabgeordneten berichtet wurde. Gerüchten zufolge handelte es sich dabei um Ronnie Kray und Lord Robert Boothby. Eine Woche später erschien der Artikel im Stern mit namentlicher Nennung der Beteiligten.
Obwohl der Sunday Mirror öffentlich keine Namen nannte, bedrohten die Zwillinge die beteiligten Journalisten, und Boothby drohte mit einer gerichtlichen Klage. Daraufhin zog die Zeitung die Geschichte zurück und druckte eine Entschuldigung. Der Chefredakteur der Zeitung wurde entlassen, und Boothby erhielt £ 40.000 Entschädigung im Rahmen eines außergerichtlichen Vergleiches. In der Folge vermieden es andere Zeitungen, über die Beziehungen der Krays und deren kriminelle Aktivitäten zu berichten. Es gab aber Gerüchte, Ronnie Kray habe auch eine sexuelle Beziehung zum Parlamentsabgeordneten Tom Driberg von der Labour Party.
Diese Beziehungen und die Angst von Zeugen, gegen die Krays auszusagen, behinderten maßgeblich die polizeilichen Ermittlungen. Mitunter nutzten die Zwillinge auch ihre äußerliche Ähnlichkeit dazu, sich gegenseitig Alibis zu verschaffen.
Am 12. Dezember 1966 halfen die Krays Frank Mitchell, einem verurteilten Mörder und ehemaligen Mithäftling von Ronnie Kray, aus dem Gefängnis von Dartmoor zu fliehen. Mitchell, der sich unschuldig verurteilt fühlte, hoffte, mit der Flucht öffentliche Aufmerksamkeit zu erregen, um so eine Neuverhandlung seines Falls zu erwirken. Die Krays versteckten den groß gewachsenen und psychisch gestörten Mann in der Wohnung eines Freundes. Er verschwand spurlos. Freddie Foreman, ein früheres Mitglied der „Firm“, schrieb in seiner Autobiografie, Mitchell sei erschossen und seine Leiche im Meer versenkt worden. Durch seine Unberechenbarkeit sei er zu einer Belastung  geworden.
Am 9. März 1966 erschoss Ronnie Kray im Pub The Blind Beggar in Whitechapel George Cornell, ein Mitglied der konkurrierenden Richardson-Bande. Cornell hatte Weihnachten 1965 im Astor Club Ronnie als „fette Schwuchtel“ (fat poof) bezeichnet. Der Grund für den Mord war nach Krays Aussage jedoch nicht diese Beleidigung. Er gab an, Cornell habe ihn und seinen Bruder bedroht. Im Laufe von Auseinandersetzungen zwischen beiden Banden hatte es zuvor mehrere Tote gegeben. Da alle Zeugen eingeschüchtert worden waren, kamen auch dieses Mal die polizeilichen Ermittlungen zu keinem Resultat.
Im Oktober 1967 kam der Verdacht auf, Ronnie Kray habe seinen Bruder dazu angestiftet, Jack The Hat McVitie zu ermorden. McVitie war ein Mitglied der Firm, der einen weiteren Mann gegen eine Zahlung von £ 1500 hatte töten sollen, den Auftrag aber nicht ausgeführt hatte. Nachdem sie McVitie auf einer Party angetroffen hatten, hielt Reggie Kray ihm eine Waffe an den Kopf und betätigte den Abzug zweimal, ohne dass sich Schüsse lösten. Daraufhin nahm Ronnie Kray den Mann in den Schwitzkasten, und Reggie Kray tötete McVitie durch Messerstiche in Gesicht, Bauch und in den Nacken. McVities Leiche wurde niemals gefunden.

### Verhaftung und Verurteilung
Kurz nach dem Verschwinden von McVitie wurde der Polizeibeamte Leonard Read in die Mordkommission von Scotland Yard befördert. Sein erster Auftrag war, den Krays, die sich gerade mehrere Landsitze wegen eines Kaufes anschauten, das Handwerk zu legen. Schon zuvor hatte Read gegen die Krays ermittelt, die Mauer des Schweigens im East End aber nicht durchbrechen können. 1967 jedoch hatte Read zahlreiche Beweise gegen die Zwillinge gesammelt, Zeugenaussagen und andere Beweise, aber es kam zu keiner Anklage.
Anfang 1968 wollten sich die Kray-Brüder Sprengstoff in Glasgow besorgen, um damit eine Autobombe zu bauen. Ihr Gewährsmann, Alan Bruce Cooper, beauftragte Paul Elvey mit dem Kauf. Elvey wurde in Schottland von der Polizei festgenommen, und er gab zu, in drei misslungene Mordversuche verwickelt gewesen zu sein. Cooper gab jedoch an, ein Mitarbeiter des Finanzministeriums der Vereinigten Staaten zu sein, der Verbindungen zwischen der Mafia und den Krays nachzuweisen versuche. Read versuchte, den Krays mit Hilfe von Cooper eine Falle zu stellen, aber diese hielten sich von ihm fern.
Schließlich entschied Scotland Yard, die Krays auf der Basis der schon vorhandenen Beweise zu verhaften, in der Hoffnung, dass weitere Zeugen aussagen würden, wenn diese im Gefängnis säßen. Am 8. Mai 1968 wurden die Brüder Kray und 15 weitere Mitglieder der Firm verhaftet. Zahlreiche Zeugen meldeten sich, um gegen sie auszusagen, da sie nun keine Angst mehr hatten. Die Krays und weitere 14 Bandenmitglieder wurden verurteilt; ein Bandenmitglied musste nur kurze Zeit im Gefängnis verbringen, da der Mann umfangreich ausgesagt hatte.
Die Brüder Kray wurden für die Morde an Cornell und McVitie zu lebenslanger Haft verurteilt mit der Mindesthaftdauer von 30 Jahren, aber nicht wegen weiterer Delikte, die sie begangen hatten. Ihr Bruder Charlie wurde zu zehn Jahren Haft wegen Beihilfe verurteilt.

### Haft und Tod
Bei Ronnie Kray wurde eine paranoide Schizophrenie diagnostiziert, und er verbrachte den Rest seines Lebens in der Psychiatrie. 1995 starb er im Alter von 61 Jahren an einem Herzinfarkt.
Reggie Kray wurde als Gefangener der Kategorie A behandelt, was bedeutete, dass er nahezu keinerlei persönliche Freiheiten hatte und keine anderen Gefangenen treffen durfte. In seinen späteren Lebensjahren wurde er in Kategorie C herabgestuft.
Am 11. August 1982 wurde Ronnie und Reggie Kray unter schärfsten Sicherheitsvorkehrungen erlaubt, an der Beerdigung ihrer Mutter teilzunehmen, jedoch nicht am Trauergottesdienst. Dem Gottesdienst wohnten Prominente wie Unterweltgrößen bei. Um weitere öffentliche Aufmerksamkeit zu vermeiden, verzichteten die Zwillinge sieben Monate später darauf, an der Beerdigung ihres Vaters teilzunehmen.
1985 entdeckten Mitarbeiter des Broadmoor Hospital, wohin Ronnie Kray eingewiesen worden war, eine Visitenkarte, durch die herauskam, dass die Zwillinge – obwohl sie an unterschiedlichen Orten untergebracht waren – gemeinsam mit ihrem Bruder Charlie und einem vierten Komplizen, der nicht einsaß, eine gutgehende Agentur namens Krayleigh Enterprises für die Vermittlung von Bodyguards betrieben. Es stellte sich heraus, dass Frank Sinatra im selben Jahr 18 Mitarbeiter dieser Agentur angeheuert hatte. Es gab keine rechtliche Handhabe, diese Firma zu schließen.
Während seines Gefängnisaufenthaltes wurde Reggie ein wiedergeborener Christ. Am 26. August 2000 wurde er entlassen, weil er unheilbar an Krebs erkrankt war. Die letzten Wochen seines Lebens verbrachte er mit seiner Frau Roberta, die er während seines Gefängnisaufenthaltes im Juli 1997 geheiratet hatte.
Die Trauerzüge beider Brüder wurden von Zehntausenden Menschen begleitet. Ihr gemeinsames Grab befindet sich auf dem Chingford Mount Cemetery (51° 37′ N, 0° 1′ O) in der Ortschaft Chingford im äußersten Nordosten des Bezirks London Borough of Waltham Forest.
Der ältere Bruder, Charlie Kray, wurde 1975 nach sieben Jahren Haft aus dem Gefängnis entlassen. 1997 wurde er erneut inhaftiert, nachdem ihm seine Beteiligung am Schmuggel von Kokain im Wert von 69 Millionen Pfund nachgewiesen worden war. Er starb am 4. April 2000, sechs Monate vor Reggie.

## Persönliches
Ronnie Kray war bisexuell, belegt durch eigene Aussagen in seinem Buch My Story und gegenüber dem Schriftsteller Robin McGibbon auf den Kray Tapes. In den 1960er Jahren wollte er eine Frau namens Monica heiraten, mit der er sich drei Jahre lang getroffen hatte. Bevor die Hochzeit zustande kam, wurde Ronnie Kray inhaftiert, und während Monica mit einem ehemaligen Liebhaber von Kray verheiratet war, schrieben sich die beiden noch während seiner Haft.
In einem Interview mit dem Autor John Pearson bezeichnete Ronnie Kray Gordon of Khartoum als sein Vorbild: Gordon was like me, ’omosexual, and he met his death like a man. When it’s time for me to go, I hope I do the same. („Gordon war wie ich, homosexuell, und er begegnete seinem Tod wie ein Mann. Wenn es für mich Zeit ist zu gehen, hoffe ich, dass ich es genau so mache.“) (Cockneys sprechen oft das „H“ nicht aus, was als dropped-H bezeichnet wird, daher ‚’omosexual‘ im englischen Zitat.)
Reggie Kray war 1965 acht Wochen lang mit Frances Shea verheiratet, die Ehe wurde allerdings niemals formell geschieden. Sie soll sich 1967 das Leben genommen haben. 2002 gab eine ehemalige Geliebte von Reggie Kray jedoch an, Frances sei von diesem aus Eifersucht ermordet worden. Ein ehemaliger Zellengenosse von Reggie hingegen berichtete, dieser habe ihm gebeichtet, dass Ronnie Kray Frances ohne Wissen seines Bruders aus Eifersucht umgebracht und ihm dies zwei Tage später gestanden habe. Ronnie habe Frances als Bedrohung der brüderlichen Beziehung empfunden. Sie wurde im Familiengrab der Krays beerdigt. 1969 bat die Mutter von Frances Shea um eine Umbettung der Tochter in ein eigenes Grab, unter ihrem Geburtsnamen. Zu dieser Umbettung musste Reggie Kray seine Zustimmung geben, die er jedoch verweigerte.
Reggie Kray hatte vor 1964 einen One-Night-Stand mit der Schauspielerin Barbara Windsor, deren ab 1994 gespielte Figur Peggy Mitchell in der populären BBC-Serie EastEnders erkennbar der von Violet Kray, der Mutter der Zwillinge, nachempfunden ist.
Es gab langjährige Kampagnen, auch mit prominenter Unterstützung, dass die Zwillinge vorzeitig aus der Haft entlassen werden sollten, was die Regierung immer ablehnte. Einer der Hauptgründe war, dass die inhaftierten Brüder immer wieder durch Gewalttätigkeiten gegen ihre Mitinsassen auffielen. Nach der Ausstrahlung des Spielfilms The Krays mit den Brüdern Martin und Gary Kemp von Spandau Ballet in den Hauptrollen, bekam die Kampagne 1990 zeitweilig Aufwind.
2009 wurde in Großbritannien die Dokumentation The Gangster and the Pervert Peer ausgestrahlt, die zeigte, dass Ronnie Kray, der eine Vorliebe für hübsche junge Männer hatte, diese auch vergewaltigte. Der Film beschäftigte sich auch mit Krays Beziehung zu Lord Bob Boothby, ebenso Recherchen des Daily Mirror.

## Die Krays in Film, Fernsehen und Musik
- Piranha Brothers. Sketch von Monty Python
- The Krays. Film von Peter Medak, 1990 (Hauptdarsteller: Gary Kemp und sein Bruder Martin Kemp).
- Die Two Rons in The Management, eine Serie von Sketchen der britischen Comedians Hale and Pace
- Der frühere Sänger der The Smiths, Morrissey, erwähnt die Kray-Zwillinge in seinem Lied Last of the Famous International Playboys.
- Serie Whitechapel
- Ray Davies singt die Zeile … and don’t forget the Kray twins in seinem Lied London sowie very dangerous people those Kray twins.
- Das Lied Charmless Man der Band Blur enthält die Textzeile I think he’d like to have been Ronnie Kray.
- Legend. Film von Brian Helgeland mit Tom Hardy in der Doppelrolle als „Reggie“ und „Ronnie“, 2015.
- Legend of the Krays, britische mehrteilige Miniserie von Zackary Adler, mit Kevin Leslie als „Reggie“ und Simon Cotton als „Ronnie“, 2016.
- Colossus: die letzte Zeile des Songs der englischen Band Idles lautet „I’m like Reggie Kray“, 2018[34]